# Иоанно-Кормянский монастырь
Иоанно-Кормянский монастырь (бел. Іаана-Кармянскі манастыр) — женский монастырь Гомельской епархии Белорусской православной церкви (Московский патриархат, Белорусский экзархат), расположенный в деревне Корма (Добрушский район, Гомельская область). Расположен примерно в 45 км от Гомеля.

## История монастыря
Первая деревянная Покровская церковь на месте будущего монастыря была сооружена на средства прихожан Кормы в 1760 году. В 1869 году рядом с церковью выстроили деревянную колокольню. В начале XX века прежняя церковь обветшала.
26 сентября 1907 года епископом Гомельским Митрофаном освящен храм в честь Покрова Пресвятой Богородицы в д. Корма.
В 1926 году он был закрыт.
В 30-х годах в храме было устроено зернохранилище.
В 1941 году храм превратили в конюшню.
В 1990 году настоятелем храма становится иеромонах Стефан (Нещерет) — ныне епископ Гомельский и Жлобинский.
В 1991 году настоятель храма иеромонах Стефан (Нещерет) переносит под спуд возле алтаря Покровской церкви только что обретённые мощи протоиерея Иоанна Иоанновича Гашкевича, священника Свято-Николаевской церкви д. Огородня-Гомельская; в 1997 году мощи поставлены в Свято-Покровском храме, а протоиерей Иоанн Гашкевич причислен к лику местночтимых святых Белорусской Православной Церкви.
В 1995 году выстроено здание крестильного храма в честь Сретения Господня.
31 мая 1998 года состоялась канонизация святого праведного Иоанна Кормянского, которую возглавил митрополит Минский и Слуцкий Филарет, Патриарший Экзарх всея Беларуси.
8 августа 2000 года небольшая женская община при Покровской церкви превращена в Свято-Иоанно-Кормянский женский монастырь.
В монастыре был выстроен корпус на 15 человек, на первом этаже которого устроена домовая Сретенская церковь. В монастырь была перенесена Икона Божьей Матери Скоропослушница из Свято-Введенского храма д. Дубровка Добрушского района (написана на Афоне в 1901 году).